# Spektroskopia elektronowa
Spektroskopia elektronowa (ang. Electron Spectroscopy) – jedna z podgrup spektroskopii, wykorzystująca zjawiska na poziomie oddziaływań elektron - próbka. Służy głównie do poznawania i badania struktury elektronowej, wiązań chemicznych oraz składu chemicznego materiałów.

## Podstawy fizyczne
Głównymi źródłami informacji są:
- elektrony
- promieniowanie rentgenowskie
- promieniowanie synchrotronowe

Wyróżniamy dwa mechanizmy zderzeń elektronów:
- sprężyste
- niesprężyste

W przypadku sprężystego zderzenia elektronu możemy rejestrować zjawiska dyfrakcji opierające się na teorii dualizmu korpuskularno-falowego oraz elektrony wstecznie rozproszone. Gdy dojdzie do zderzenia niesprężystego i w efekcie utraty części energii kinetycznej elektronów aparatura badawcza może zarejestrować rozpraszanie fononowe, rozpraszanie plazmonowe, wzbudzenie elektronów wtórnych czy bezpośrednie straty promieniowania. Rejestruje się również zjawiska pośrednie tj. emisje promieniowania rentgenowskiego i katodoluminescencje.

## Zastosowanie
Wyróżnia się cztery podstawowe metody badawcze z zakresu spektroskopii elektronowej:
- Spektroskopia strat energii elektronów (EELS, z ang. Electron Energy Loss Spectroscopy)
- Wysokorozdzielcza spektroskopia strat energii elektronów (HREELS, z ang. High-Resolution Electron Energy Loss Spectroscopy)
- Spektroskopia fotoemisyjna (PES, z ang. Photoemission Spectroscopy)
- Spektroskopia elektronów Augera (AES, z ang. Auger Electron Spectroscopy)

Spektroskopia EELS jest metodą badawczą obejmującą całą objętość transparentnej próbki (elektrony przechodzą przez próbkę), zaś spektroskopie PES, AES i HREELS są metodami badań powierzchni (elektrony oddziałują z powierzchnią próbki).